# Euphorbia polygalifolia
Euphorbia polygalifolia là một loài thực vật có hoa trong họ Đại kích. Loài này được Boiss. & Reut. mô tả khoa học đầu tiên năm 1860.